# Essert-Romand
Essert-Romand este o comună în departamentul Haute-Savoie din sud-estul Franței. În 2009 avea o populație de 426 de locuitori.

## Evoluția populației
| An        | 1975 | 1982 | 1990 | 1999 | 2006 | 2009 |
| --------- | ---- | ---- | ---- | ---- | ---- | ---- |
| Populație | 227  | 259  | 322  | 353  | 409  | 426  |